# Hallucinochrysa diogenesi
Hallucinochrysa diogenesi (лат.) — вид вымерших сетчатокрылых насекомых из надсемейства Chrysopoidea, единственный в составе рода Hallucinochrysa. Обнаружен в меловом испанском янтаре (северная Испания, Кантабрия, пещера Эль-Соплао, 43,3° N, 4,4° W). Альбский ярус, Las Penosas Formation, (возраст около 110 млн лет).

## Описание
Вид описан по личинке с уникальным маскировочным камуфляжем. Длина около 5 мм. Внешне эта личинка сходна с хищными личинками златоглазок, но с длинными ногами. На спинной поверхности находятся специализированные кутикулярные длинные нитевидные образования, формирующие дорсальную «корзину» с кусочками мусора. Этот мусорный пакет состоит из трихом папоротников.
Покрытие тела активно выбранными экзогенными материалами (камуфляж) является защитной стратегией известной среди таких беспозвоночных, как морские ежи, брюхоногие, крабы, и среди преимагинальных стадий насекомых. Мусорный пакет маскируют личинку златоглазок, предотвращая обнаружение её хищниками, и в некоторых случаях составляя оборонительный щит. Открытие Hallucinochrysa diogenesi даёт прямые доказательства столь раннего эволюционного приобретения сложного морфологического и поведенческого комплекса и древнего взаимодействия растений и насекомых.
Вид Hallucinochrysa diogenesi был впервые описан в 2012 году по личинке из мелкого куска янтаря размером 13 × 9 × 5 мм.
Сестринские таксоны сетчатокрылых рода Hallucinochrysa: семейства Ascalochrysidae, Chrysopidae и Mesochrysopidae.

## Этимология
Родовое название Hallucinochrysa происходит от латинского hallucinatus, «галлюцинация, иллюзия ума» (из-за странного внешнего вида насекомого), и слова Chrysa, традиционного окончания имен сходных представителей этой группы сетчатокрылых. Название вида H. diogenesi дано в честь греческого философа Диогена, чьим именем иногда называют людей с поведением патологического накопительства мусора (синдром Диогена).